# Mario Gavranović
Mario Gavranović (Lugano, 24 de  novembro de 1989) é um ex-futebolista profissional suíço que atuava como atacante.

## Títulos

### Schalke 04
- DFB-Pokal: 2010–11

### FC Zurich
- Copa da Suíça: 2013-14